# -стан
Компонент -стан, (перс. ـستان — «місце чогось», «країна») — складова назв країн і регіонів. Індоіранський корінь походить від пра-і.є. *stā зі значенням «стояти» (від нього ж походять прасл. *stanъ, *stati, *stojǫ, укр. стан, стою). В індоєвропейському давньому контексті маємо еквівалент -sthān, котрий походить від -sthāna (промовляється як st̪ʰaːna (स्थान в Devanāgarī script), є також когнітивний санскритський суфікс з аналогічним значенням. В індоарійських мовах sthāna також використовується як замінник слова «місце».
Він входить у назви багатьох країн і регіонів, особливо в Центральній Азії та Індійському субконтиненті, де історично використовувалися перська та споріднені їй мови. Наприклад, «Туркменістан» значить «батьківщина туркменів».

## Держави
- Афганістан
- Казахстан
- Киргизстан
- Пакистан
- Таджикистан
- Туркменістан
- Узбекистан

## Регіони Російської Федерації
- Башкортостан
- Дагестан
- Татарстан

## Провінції Ірану
- Голестан
- Курдистан
- Лурестан
- Регистан
- Систан і Белуджистан
- Такестан (Такистан)
- Хузестан

## Штати Пакистану
- Белуджистан
- Вазиристан (так звана «Зона Племен»)

## Інші регіони
- Балтистан — регіон Кашміру
- Бантустан — спільна назва псевдодержав-резервацій для місцевого африканського населення в ПАР під часи апартеїду
- Гаястан (Хайастан) — самоназва Вірменії
- Індостан — півострів на півдні Євразії
- Каракалпакстан — республіка у складі Узбекистану
- Кафіристан — історичний регіон Афганістану (до 1896 р.), зараз відомий як Нуристан
- Курдистан — регіон, що охоплює прикордонні райони Туреччини, Сирії, Іраку й Ірану в основному населений курдами
- Нуристан — провінція в Афганістані, сформована 2001 р.
- Раджастан — штат Індії
- Регістан — головна площа східного міста; широко відомий самаркандський регистан; також район Ірану
- Табаристан — назва провінції Ірану, що існувала у IX—XII вв.
- Туркестан — застаріла назва Середньої Азії
- Східний Туркестан — регіон КНР.